# 弯果杜鹃
弯果杜鹃（学名：Rhododendron campylocarpum ssp. campylocarpum）为杜鹃花科杜鹃花属下的一个亚种。

## 扩展阅读
- 維基物種上的相關：弯果杜鹃